# Erion Hoxhallari
Erion Hoxhallari (Coriza, 15 ottobre 1995) è un calciatore albanese, difensore del Polonia Varsavia.

## Carriera

### Club
Cresciuto nelle giovanili della squadra albanese del Tirana, con cui ha fatto il suo debutto nella massima serie del campionato albanese nella stagione 2012-2013.

### Nazionale
Ha giocato nelle nazionali giovanili albanesi Under-17 ed Under-19.
Debutta con l'Under-21 il 28 marzo 2015 nella partita valida per le qualificazioni ad Euro 2017, finita 0-2 contro il Liechtenstein Under-21.
Il 6 novembre 2020 riceve la sua prima convocazione dalla nazionale albanese per la partita amichevole contro il Kosovo dell'11 novembre 2020 e per le partite valide per la Nations League rispettivamente contro Kazakistan e Bielorussia del 15 e 18 novembre 2020.

## Statistiche

### Presenze e reti nei club
Statistiche aggiornate al 10 agosto 2025.
| Stagione                | Squadra                 | Campionato              | Campionato | Campionato | Coppe nazionali | Coppe nazionali | Coppe nazionali | Coppe continentali | Coppe continentali | Coppe continentali | Altre coppe | Altre coppe | Altre coppe | Totale | Totale |
| Stagione                | Squadra                 | Comp                    | Pres       | Reti       | Comp            | Pres            | Reti            | Comp               | Pres               | Reti               | Comp        | Pres        | Reti        | Pres   | Reti   |
| ----------------------- | ----------------------- | ----------------------- | ---------- | ---------- | --------------- | --------------- | --------------- | ------------------ | ------------------ | ------------------ | ----------- | ----------- | ----------- | ------ | ------ |
| 2011-2012               | Tirana                  | KS                      | 0          | 0          | CA              | 1               | 0               | UEL                | -                  | -                  | -           | -           | -           | 1      | 0      |
| 2012-2013               | Tirana                  | KS                      | 5          | 0          | CA              | 0               | 0               | UEL                | -                  | -                  | -           | -           | -           | 5      | 0      |
| 2013-2014               | Tirana                  | KS                      | 9          | 0          | CA              | 0               | 0               | -                  | -                  | -                  | -           | -           | -           | 9      | 0      |
| 2014-2015               | Teuta                   | KS                      | 27         | 0          | CA              | 3               | 1               | -                  | -                  | -                  | -           | -           | -           | 30     | 1      |
| 2015-2016               | Tirana                  | KS                      | 32         | 0          | CA              | 5               | 0               | -                  | -                  | -                  | -           | -           | -           | 37     | 0      |
| 2016-2017               | Tirana                  | KS                      | 34         | 2          | CA              | 7               | 1               | -                  | -                  | -                  | -           | -           | -           | 41     | 3      |
| 2017-2018               | Tirana                  | KP                      | 21         | 1          | CA              | 5               | 0               | UEL                | 2                  | 0                  | SA          | 1           | 1           | 29     | 2      |
| lug.-ago. 2018          | Laçi                    | KS                      | 0          | 0          | CA              | 0               | 0               | UEL                | 4                  | 1                  | SA          | 0           | 0           | 4      | 1      |
| 2018-2019               | Tirana                  | KS                      | 32         | 0          | CA              | 8               | 1               | -                  | -                  | -                  | -           | -           | -           | 40     | 1      |
| 2019-2020               | Tirana                  | KS                      | 30         | 1          | CA              | 5               | 1               | -                  | -                  | -                  | -           | -           | -           | 35     | 2      |
| 2020-2021               | Tirana                  | KS                      | 33         | 5          | CA              | 1               | 0               | UCL+UEL            | 1+1                | 0                  | SA          | 0           | 0           | 36     | 5      |
| 2021-2022               | Tirana                  | KS                      | 33         | 1          | CA              | 1               | 0               | -                  | -                  | -                  | -           | -           | -           | 34     | 1      |
| 2022-2023               | UTA Arad                | L1                      | 26+2       | 1+0        | CR              | 6               | 1               | -                  | -                  | -                  | -           | -           | -           | 34     | 2      |
| 2023-2024               | Tirana                  | KS                      | 32         | 1          | CA              | 5               | 1               | UECL               | 4                  | 0                  | -           | -           | -           | 41     | 2      |
| Totale Tirana           | Totale Tirana           | Totale Tirana           | 261        | 11         |                 | 38              | 4               |                    | 8                  | 0                  |             | 1           | 1           | 308    | 16     |
| 2024-2025               | Polonia Varsavia        | 1L                      | 30+1       | 0          | CP              | 3               | 0               | -                  | -                  | -                  | -           | -           | -           | 34     | 0      |
| 2025-2026               | Polonia Varsavia        | 1L                      | 4          | 0          | CP              | 0               | 0               | -                  | -                  | -                  | -           | -           | -           | 4      | 0      |
| Totale Polonia Varsavia | Totale Polonia Varsavia | Totale Polonia Varsavia | 34+1       | 0          |                 | 3               | 0               |                    | -                  | -                  |             | -           | -           | 38     | 0      |
| Totale carriera         | Totale carriera         | Totale carriera         | 348+3      | 12+0       |                 | 50              | 6               |                    | 12                 | 1                  |             | 1           | 1           | 414    | 20     |

### Cronologia presenze e reti in nazionale
| Cronologia completa delle presenze e delle reti in nazionale ― Albania | Cronologia completa delle presenze e delle reti in nazionale ― Albania | Cronologia completa delle presenze e delle reti in nazionale ― Albania | Cronologia completa delle presenze e delle reti in nazionale ― Albania | Cronologia completa delle presenze e delle reti in nazionale ― Albania | Cronologia completa delle presenze e delle reti in nazionale ― Albania | Cronologia completa delle presenze e delle reti in nazionale ― Albania | Cronologia completa delle presenze e delle reti in nazionale ― Albania |
| Data                                                                   | Città                                                                  | In casa                                                                | Risultato                                                              | Ospiti                                                                 | Competizione                                                           | Reti                                                                   | Note                                                                   |
| ---------------------------------------------------------------------- | ---------------------------------------------------------------------- | ---------------------------------------------------------------------- | ---------------------------------------------------------------------- | ---------------------------------------------------------------------- | ---------------------------------------------------------------------- | ---------------------------------------------------------------------- | ---------------------------------------------------------------------- |
| 11-11-2020                                                             | Elbasan                                                                | Albania                                                                | 2 – 1                                                                  | Kosovo                                                                 | Amichevole                                                             | -                                                                      | 46’                                                                    |
| 5-9-2021                                                               | Elbasan                                                                | Albania                                                                | 1 – 0                                                                  | Ungheria                                                               | Qual. Mondiali 2022                                                    | -                                                                      | 78’                                                                    |
| 15-11-2021                                                             | Tirana                                                                 | Albania                                                                | 1 – 0                                                                  | Andorra                                                                | Qual. Mondiali 2022                                                    | -                                                                      | 90’                                                                    |
| 13-6-2022                                                              | Tirana                                                                 | Albania                                                                | 0 – 0                                                                  | Estonia                                                                | Amichevole                                                             | -                                                                      |                                                                        |
| Totale                                                                 |                                                                        | Presenze (217º posto)                                                  | 4                                                                      |                                                                        | Reti                                                                   | 0                                                                      |                                                                        |

| Cronologia completa delle presenze e delle reti in nazionale ― Albania under 21 | Cronologia completa delle presenze e delle reti in nazionale ― Albania under 21 | Cronologia completa delle presenze e delle reti in nazionale ― Albania under 21 | Cronologia completa delle presenze e delle reti in nazionale ― Albania under 21 | Cronologia completa delle presenze e delle reti in nazionale ― Albania under 21 | Cronologia completa delle presenze e delle reti in nazionale ― Albania under 21 | Cronologia completa delle presenze e delle reti in nazionale ― Albania under 21 | Cronologia completa delle presenze e delle reti in nazionale ― Albania under 21 |
| Data                                                                            | Città                                                                           | In casa                                                                         | Risultato                                                                       | Ospiti                                                                          | Competizione                                                                    | Reti                                                                            | Note                                                                            |
| ------------------------------------------------------------------------------- | ------------------------------------------------------------------------------- | ------------------------------------------------------------------------------- | ------------------------------------------------------------------------------- | ------------------------------------------------------------------------------- | ------------------------------------------------------------------------------- | ------------------------------------------------------------------------------- | ------------------------------------------------------------------------------- |
| 8-10-2014                                                                       | Romania                                                                         | Romania under 21                                                                | 3 – 1                                                                           | Albania under 21                                                                | Amichevole                                                                      | -                                                                               |                                                                                 |
| 28-3-2015                                                                       | Vaduz                                                                           | Liechtenstein under 21                                                          | 0 – 2                                                                           | Albania under 21                                                                | Qual. Europeo Under-21 2017                                                     | -                                                                               | 46’                                                                             |
| 3-9-2015                                                                        | Tirana                                                                          | Albania under 21                                                                | 1 – 1                                                                           | Israele under 21                                                                | Qual. Europeo Under-21 2017                                                     | -                                                                               | 85’                                                                             |
| 13-10-2015                                                                      | Felcsút                                                                         | Ungheria under 21                                                               | 2 – 2                                                                           | Albania under 21                                                                | Qual. Europeo Under-21 2017                                                     | -                                                                               |                                                                                 |
| 16-11-2015                                                                      | Tirana                                                                          | Albania under 21                                                                | 2 – 0                                                                           | Liechtenstein under 21                                                          | Qual. Europeo Under-21 2017                                                     | -                                                                               | 65’                                                                             |
| 24-3-2016                                                                       | Elbasan                                                                         | Albania under 21                                                                | 0 – 0                                                                           | Grecia under 21                                                                 | Qual. Europeo Under-21 2017                                                     | -                                                                               | 31’                                                                             |
| 28-3-2016                                                                       | Elbasan                                                                         | Albania under 21                                                                | 2 – 1                                                                           | Ungheria under 21                                                               | Qual. Europeo Under-21 2017                                                     | -                                                                               |                                                                                 |
| 20-5-2016                                                                       | Zell am See                                                                     | Rep. Ceca under 21                                                              | 1 – 1                                                                           | Albania under 21                                                                | Amichevole                                                                      | -                                                                               |                                                                                 |
| 23-5-2016                                                                       | Mittersill                                                                      | Rep. Ceca under 21                                                              | 1 – 1                                                                           | Albania under 21                                                                | Amichevole                                                                      | -                                                                               |                                                                                 |
| 10-8-2016                                                                       | San Benedetto del Tronto                                                        | Italia under 21                                                                 | 0 – 0                                                                           | Albania under 21                                                                | Amichevole                                                                      | -                                                                               |                                                                                 |
| 2-9-2016                                                                        | Atene                                                                           | Grecia under 21                                                                 | 2 – 1                                                                           | Albania under 21                                                                | Qual. Europeo Under-21 2017                                                     | -                                                                               |                                                                                 |
| 10-10-2016                                                                      | Petah Tiqwa                                                                     | Israele under 21                                                                | 4 – 0                                                                           | Albania under 21                                                                | Qual. Europeo Under-21 2017                                                     | -                                                                               | 39’                                                                             |
| Totale                                                                          |                                                                                 | Presenze                                                                        | 12                                                                              |                                                                                 | Reti                                                                            | 0                                                                               |                                                                                 |

## Palmarès

### Club

#### Competizioni nazionali
- Campionato albanese: 2

Tirana: 2019-2020, 2021-2022
- Coppa d'Albania: 1

Tirana: 2016-2017
- Supercoppa d'Albania: 1

Tirana: 2017